# ملعب ديفنسوريس دل تشاكو
ملعب ديفنسوريس دل تشاكو هو ملعب متعدد الاستخدام يقع في أسونسيون عاصمة الباراغواي. غالبا ما يتم استخدامه لمباريات كرة القدم. يسع الملعب لجلوس 42 ألف متفرج. يعتبر الملعب الرسمي الذي يخوض فيه منتخب الباراغواي مبارياته الدولية. تم افتتاح الملعب في سنة 1917 ثم تمت تجديده 3 مرات في 1939، 1996، و2007.

## معرض صور

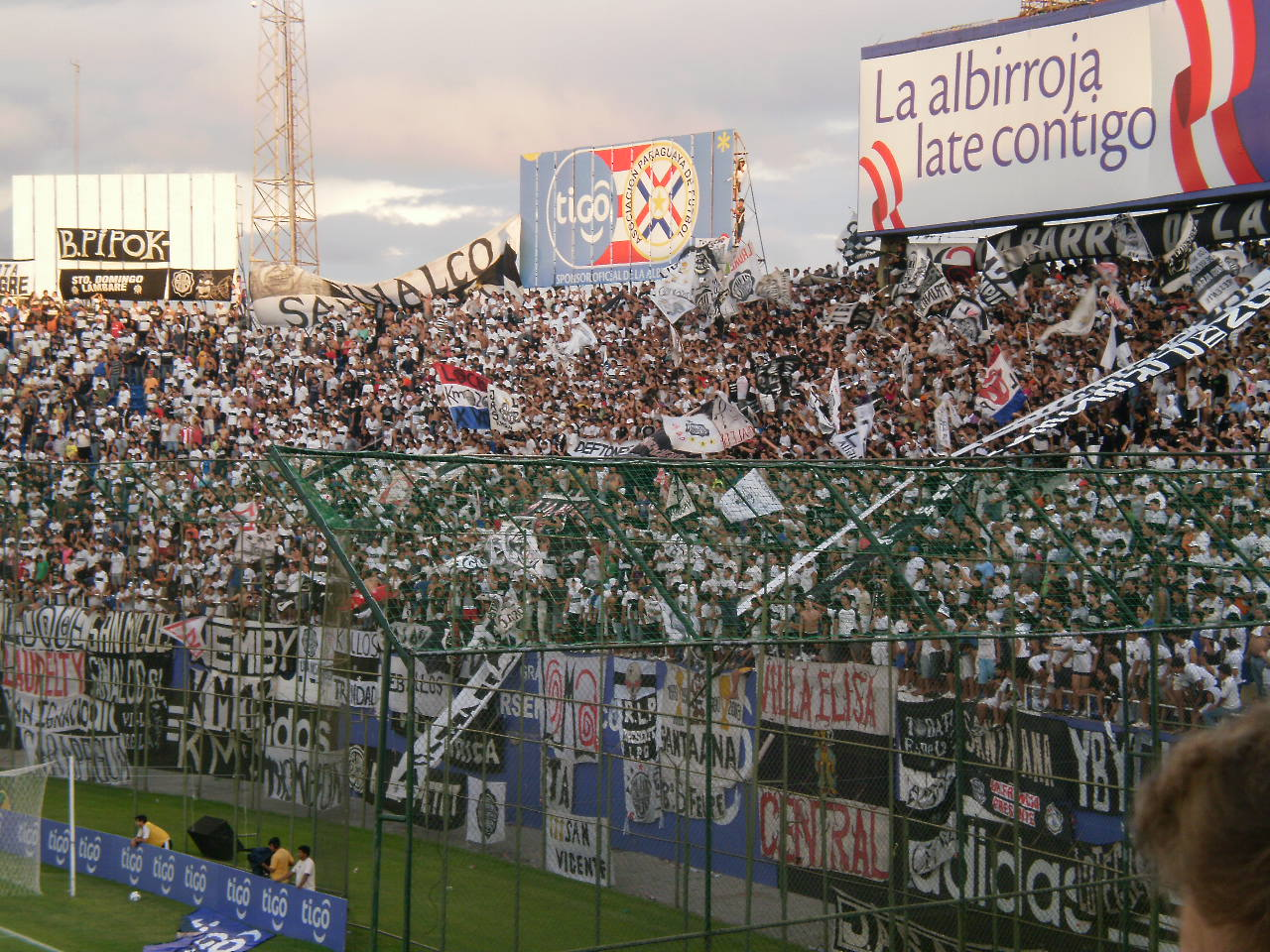
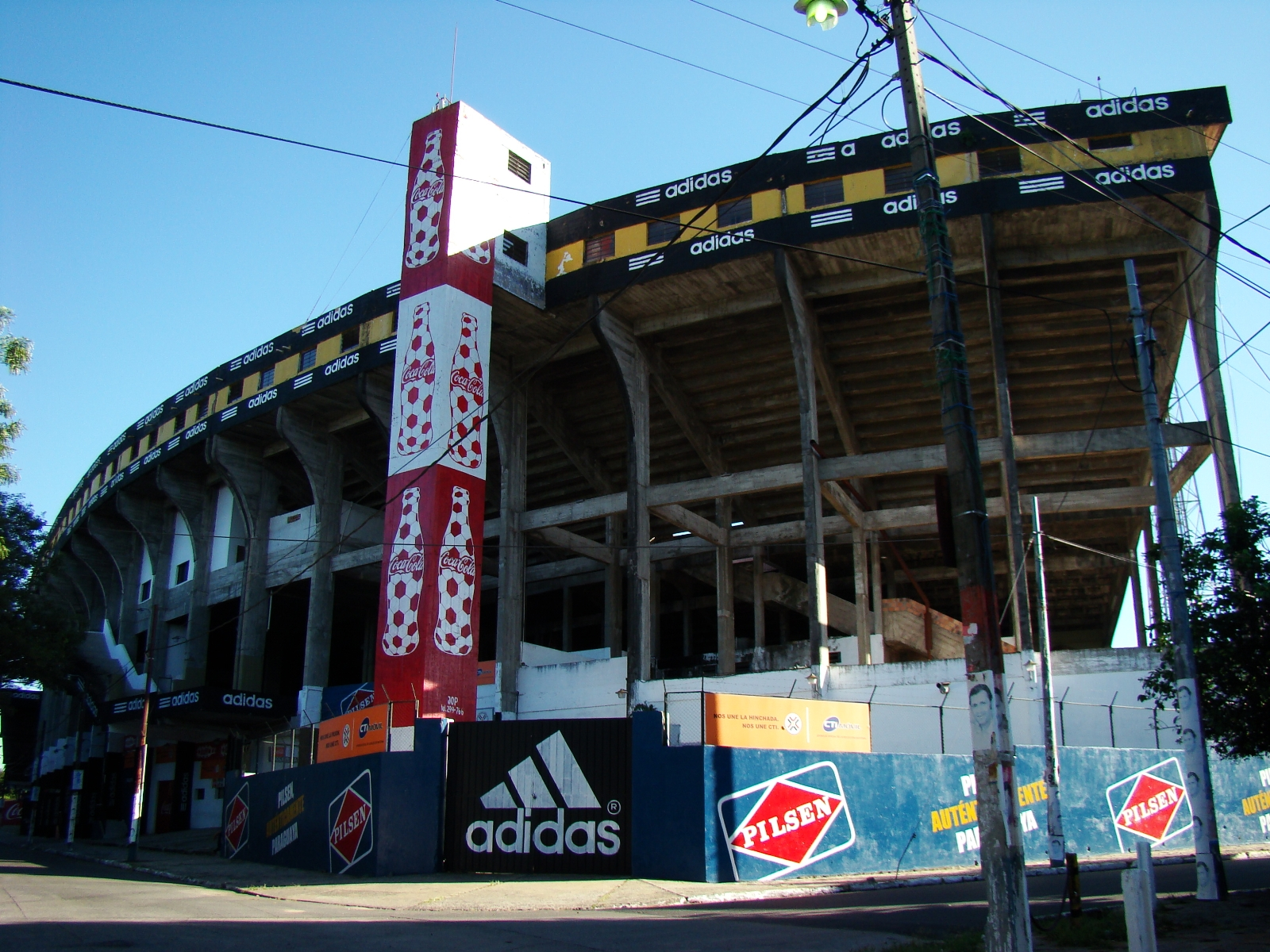
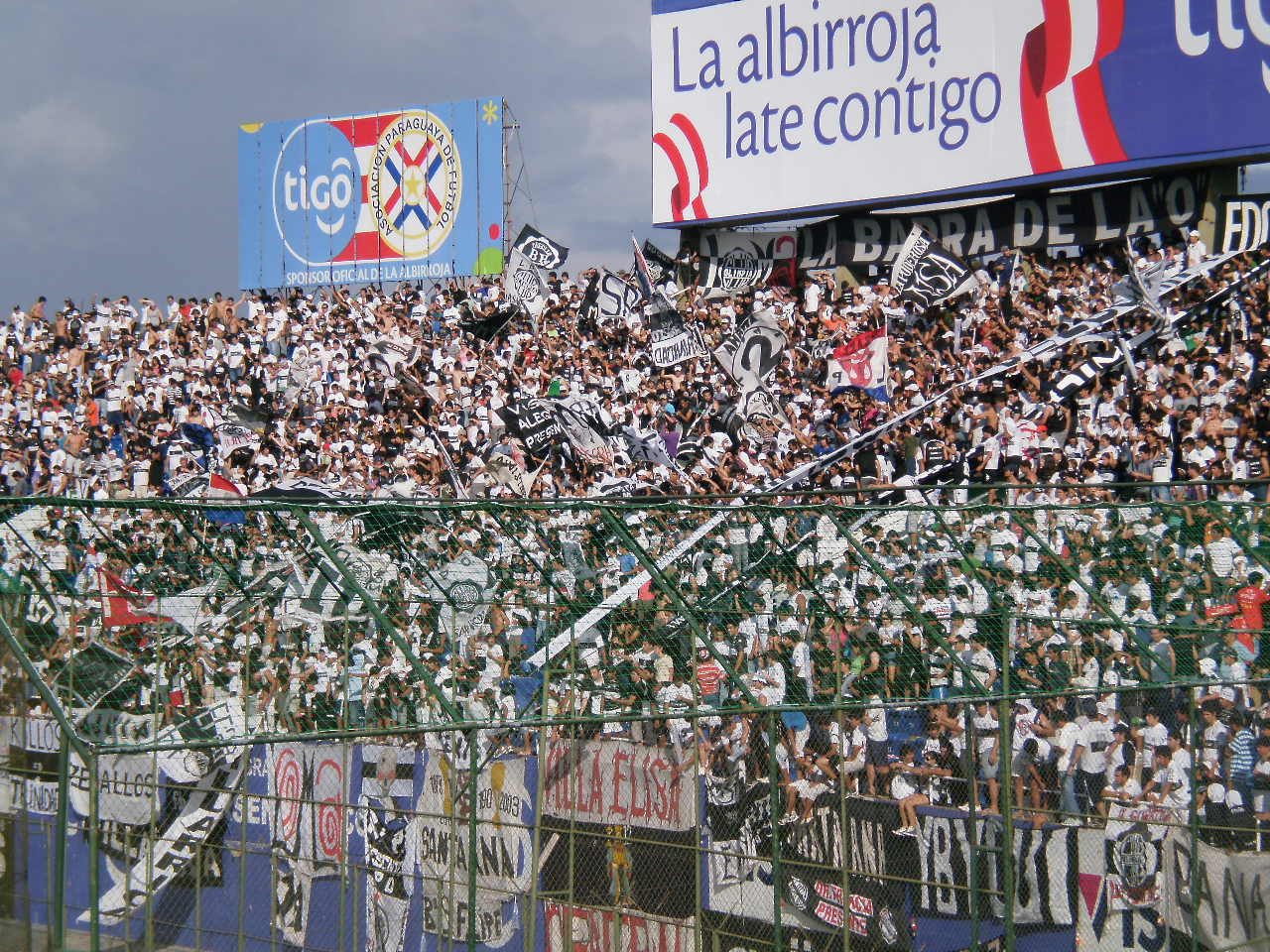
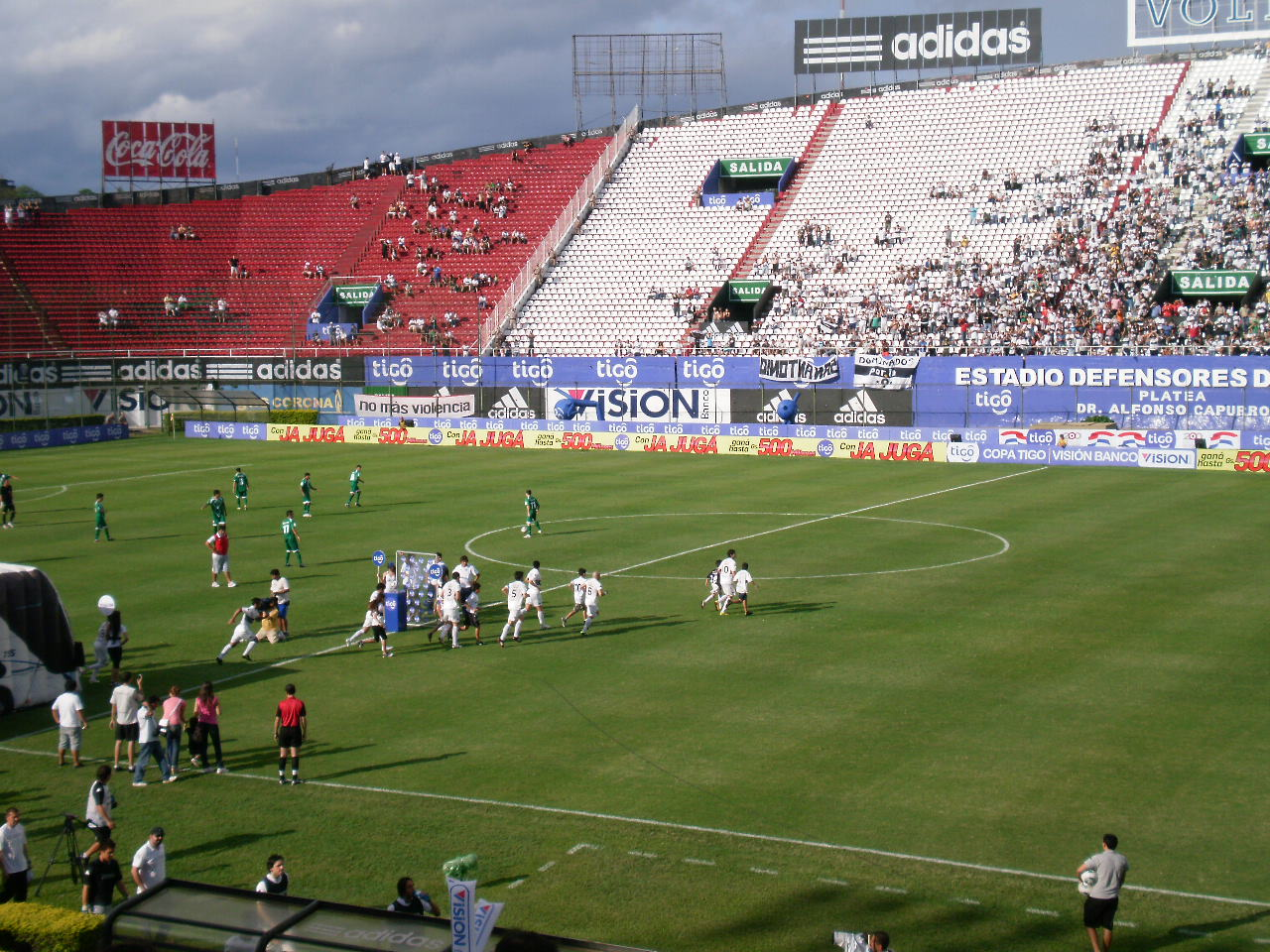